# Silvana Di Lorenzo
Silvana Di Lorenzo (Buenos Aires, 1 de mayo de 1952) es una cantante y actriz ítalo-argentina.

## Biografía
Di Lorenzo nació en Argentina y se crio desde los ocho meses hasta los 15 años en Nápoles (Italia). Su madre era de nacionalidad argentina y su padre era italiano. A los 11 años incorporó el idioma español a su vida.
Se hizo muy popular en los medios primero como cantante de temas italianos y españoles y luego como actriz de cine y televisión. Es uno de los máximos referentes de la música italiana en la Argentina.

## Carrera

### Actriz de cine
- 1991: Ya no hay hombres, una coproducción italo-argentina junto a Georgina Barbarossa, Katja Alemann, Ricardo Bauleo y Adriana Salgueiro.
- 1987: Galería del terror, donde interpretó el tema Solo pienso en tí. La película fue protagonizada por Alberto Olmedo y Jorge Porcel.
- 1981: Locos por la música, un film que le permitió lucirse tanto en la actuación como en el canto. Acompañada por un reconocido elenco como Carlos Balá, Graciela Alfano, Carlos Calvo, Santiago Bal, Palito Ortega, Manolo Galván, Los Iracundos, Fernando De Madariaga, Katunga y Jairo.

### Actriz de televisión
Debutó en 1983 y 1984 en el famoso programa Mesa de noticias (ATC) formando elenco con Juan Carlos Mesa, Gianni Lunadei, Adriana Salgueiro y Cris Morena. Entre 1992 y 1993 actuó en Los Benvenuto (Telefe) con Guillermo Francella.
Durante 1989 y 1990 hizo la telenovela Rebelde (Canal 9) con Ricardo Darín y Grecia Colmenares. En 1996 tuvo su papel protagónico como Nora Gabia junto a Gustavo Bermúdez en la telenovela Alén, luz de luna (Canal 13) compartiendo escenario con Silvia Montanari y Héctor Alterio. En 1998 participó en la ficción Las chicas de enfrente (Canal 13) con Mauricio Dayub, Roberto Edgar y Tina Serrano. En 2003 actuó en Dr. Amor (Canal 13) junto a Arturo Puig, Segundo Cernadas, Gino Renni y Ana María Campoy, en el papel de "Pierina Costa". En 2012 estuvo como invitada en un programa de espectáculos de Canal 26 y en el programa Vivo en Argentina (TV Pública) conducido por Nicolás Pauls y Carla Conte.

### Cantante
Di Lorenzo comenzó a cantar a la edad de 16 años. Contratada por Alejandro Romay para su programa de Canal 9, se inició como bailarina y haciendo mímicas de canciones de Rita Pavone  para luego dedicarse principalmente a temas melódicos y boleros con la discográfica RCA Víctor.[cita requerida]
Se hizo popular en 1971, tras cantar en los programas musicales Música en Libertad conducido por Leonardo Simons y  Alta tensión conducido por Fernando Bravo. En 1973 graba su primer disco, totalizando 15 LP grabados hasta 1985.[cita requerida]
En su discografía se incluyen temas como:
- Me muero por estar contigo
- El amor no es así
- Grande, grande, grande
- Locuras tengo de ti
- Hay que salvar nuestro amor
- Yo te necesito
- Un poco más
- Arráncame la vida (junto a Chico Novarro)
- Volver a comenzar
- Tantos deseos de ti
- Lo mismo que a usted
- Jamás me cansare de amarte
- Parole, Parole (Palabras, palabras, palabras)
- No sé como decirte
- Reír y llorar por amor

El 17 de noviembre de 2005 firmó contrato con Klasico Records, la discográfica de Roberto Livi. Realizó numerosos espectáculos teatrales en países como Estados Unidos, Panamá, Perú España, Colombia y Ecuador. A lo largo de los años cantó con grandes de la música argentina como María Marta Serra Lima y Violeta Rivas.[cita requerida]

## Premios
En 1977 se le otorgó el premio Record World como la mejor voz femenina del momento. En 1983 ganó en Chile el Premio Circe como mejor intérprete femenina.

## Vida privada
Di Lorenzo, en sus comienzos, tuvo un corto romance con el conductor Leonardo Simons. Luego entabló una breve relación con el actor Adrián Ghio.
Estuvo casada desde 1977 hasta 1985 con el animador Fernando Bravo con la que tuvo en 1978 a su hija Natalia Pochulu, también cantante cuyo nombre artístico es Natalia Pohulu. En total tuvo tres hijos: Natalia, Lucía y Fernando.